# Езерская, Ивона
Ивона Езерская (англ. Ivona Jezierska; род. в 1958 году) — американская, ранее польская, шахматистка, мастер ФИДЕ среди женщин (1985).

## Биография
В 1978 году Ивона Езерская заняла 4-е место (делёж 3—6-го мест) на чемпионате Польши по шахматам среди женщин. В начале 1980-х годов переехала на постоянное место жительство в США. Участвовала в нескольких чемпионатах США по шахматам среди женщин. Представляла США на двух шахматных олимпиадах (1984—1986). В 1995 году Ивона Езерская участвовала в межзональном турнире по шахматам среди женщин в Кишинёвe, где заняла 50-е место.
С середины 2000-х годов редко участвует в шахматных турнирах.

## Изменения рейтинга
| Графики недоступны из-за технических проблем. См. информацию на Фабрикаторе и на mediawiki.org. |